# Acsmithia austrocaledonica
Acsmithia austrocaledonica là một loài thực vật có hoa trong họ Cunoniaceae. Loài này được (Brongn. & Gris) Hoogland mô tả khoa học đầu tiên năm 1979.